# Governo dell'Estonia
Il Governo della Repubblica di Estonia (in estone: Vabariigi Valitsus) è l'organo che esercita il potere esecutivo secondo la Costituzione dell'Estonia. È anche conosciuto con il nome di gabinetto.

## Funzioni
Il governo svolge la politica interna ed estera della nazione che viene dettata dal Parlamento (Riigikogu); dirige e coordina il lavoro delle istituzioni governative ed ha la responsabilità totale di ogni cosa che avviene all'interno dell'autorità esecutiva. Il governo, guidato dal Primo ministro dell'Estonia, rappresenta pertanto la leadership politica dello stato e prende decisioni in nome di tutto il potere esecutivo.
Il governo ha i seguenti doveri:
- portare avanti la politica interna ed estera dello stato;
- dirigere e coordinare le attività delle agenzie governative;
- amministrare l'implementazione delle leggi, le decisioni del Riigikogu e la legislazione del Presidente della Repubblica;
- introdurre tasse e sottoporre i trattati internazionali al Parlamento per la ratifica;
- preparare la legge finanziaria e sottometterla al giudizio del Parlamento, amministrare l'implementazione del budget dello stato e rispondere nel Riigikogu delle spese dello stato;
- emettere regole e ordini sulla base delle leggi.

## Governi
I governi dell'Estonia sono stati:
- Il Governo Savisaar, dall'agosto 1991 al gennaio 1992;
- Il Governo Vähi I, dal gennaio 1992 all'ottobre 1992;
- Il Governo Laar I, dall'ottobre 1992 al novembre 1994;
- Il Governo Tarand, dal novembre 1994 all'aprile 1995;
- Il Governo Vähi II, dall'aprile 1995 al marzo 1997;
- Il Governo Siimann, dal marzo 1997 al marzo 1999;
- Il Governo Laar II, dal marzo 1999 al gennaio 2002;
- Il Governo Kallas, dal gennaio 2002 all'aprile 2003;
- Il Governo Parts, dall'aprile 2003 all'aprile 2005;
- Il Governo Ansip I, dall'aprile 2005 all'aprile 2007;
- Il Governo Ansip II, dall'aprile 2007 all'aprile 2011;
- Il Governo Ansip III, dall'aprile 2011 al marzo 2014;
- Il Governo Rõivas I, dal marzo 2014 al marzo 2015;
- Il Governo Rõivas II, dall'aprile 2015 al novembre 2016;
- Il Governo Ratas I, dal novembre 2016 all'aprile 2019;
- Il Governo Ratas II, dall'aprile 2019 al gennaio 2021;
- Il Governo Kallas I, dal gennaio 2021 al luglio 2022;
- Il Governo Kallas II, dal luglio 2022 all'aprile 2023;
- Il Governo Kallas III dall'aprile 2023 al luglio 2024;
- Il Governo Michal, dal luglio 2024.

## Sede del Governo
La sede del governo dell'Estonia da agosto 2000 è Casa Stenbock, sulla collina di Toompea.